# Handisport ai XV Giochi del Mediterraneo
Le gare di atletica leggera per disabili ai XV Giochi del Mediterraneo sono state disputate allo Stadio dei Giochi del Mediterraneo di Almería.
Si sono svolte gare negli 800 m femminili categoria T/55 e nella stessa categoria i 1500 m maschili.

## Risultati

### 800 m femminili

#### 1ª batteria
| Posizione | Atleta               | Nazionalità | Tempo   | Note |
| --------- | -------------------- | ----------- | ------- | ---- |
| 1         | Messaouda Sifi       | Turchia     | 2'01"84 |      |
| 2         | Francesca Porcellato | Italia      | 2'02"29 |      |
| 3         | Samia Azouz          | Algeria     | 2'17"98 |      |
| 4         | Mirjana Nuznjak      | Croazia     | 2'33"90 |      |
| 5         | Iolanda Gil          | Spagna      | 3'14"97 |      |

#### 2ª batteria
| Posizione | Atleta         | Nazionalità | Tempo   | Note |
| --------- | -------------- | ----------- | ------- | ---- |
| 1         | Samira Berri   | Tunisia     | 1'59"27 |      |
| 2         | Cristina Sanna | Italia      | 2'07"96 |      |
| 3         | Ghania Foudil  | Algeria     | 2'13"15 |      |
| 4         | Hafida Saci    | Francia     | 2'15"91 |      |

#### Finale
| Posizione | Atleta               | Nazionalità | Tempo   | Note |
| --------- | -------------------- | ----------- | ------- | ---- |
| Oro       | Samira Berri         | Tunisia     | 2'00"16 |      |
| Argento   | Samira Sifi          | Tunisia     | 2'02"58 |      |
| Bronzo    | Cristina Sanna       | Italia      | 2'07"42 |      |
| 4         | Ghania Foudil        | Algeria     | 2'12"77 |      |
| 5         | Hafida Saci          | Francia     | 2'13"19 |      |
| 6         | Samia Azouz          | Algeria     | 2'17"77 |      |
| 7         | Mijana Ruznjak       | Croazia     | 2'33"67 |      |
|           | Francesca Porcellato | Italia      | dnf     |      |

### 1500 m maschili

#### 1ª batteria
| Posizione | Atleta            | Nazionalità | Tempo   | Note |
| --------- | ----------------- | ----------- | ------- | ---- |
| 1         | Eric Teurnier     | Francia     | 3'11"80 |      |
| 2         | Roger Rugbo       | Spagna      | 3'13"23 |      |
| 3         | Mohamed Bouadda   | Algeria     | 3'22"50 |      |
| 4         | Walid Katila      | Tunisia     | 3'31"37 |      |
| 5         | Omer Cantay       | Turchia     | 3'39"38 |      |
| 6         | Mohammed Zerrouki | Marocco     | 3'59"67 |      |
|           | Davide Costantino | Italia      | dnf     |      |
|           | El Hares Mohamad  | Libano      | dnf     |      |

#### 2ª batteria
| Posizione | Atleta                | Nazionalità | Tempo   | Note |
| --------- | --------------------- | ----------- | ------- | ---- |
| 1         | Mohamed Farhat Belkir | Tunisia     | 3'17"69 |      |
| 2         | Alain Fuss            | Francia     | 3'17"94 |      |
| 3         | Jordi Madera          | Spagna      | 3'19"02 |      |
| 4         | Abdessamad Dami       | Marocco     | 3'21"08 |      |
| 5         | Maamar Rachif         | Algeria     | 3'21"66 |      |
| 6         | Michele Briano        | Italia      | 3'56"61 |      |
| 7         | Ramazan Cuglan        | Turchia     | 4'04"30 |      |
| 8         | Gracijano Turcinovic  | Croazia     | 4'25"31 |      |
| 9         | Hassan Al-Moustapha   | Libano      | 5'06"28 |      |

#### Finale
| Posizione | Atleta                 | Nazionalità | Tempo   | Note |
| --------- | ---------------------- | ----------- | ------- | ---- |
| Oro       | Eric Teurnier          | Francia     | 3'23"71 |      |
| Argento   | Roger Puigbo           | Spagna      | 3'24"16 |      |
| Bronzo    | Maamar Rachif          | Algeria     | 3'27"28 |      |
| 4         | Mohamed Bouadda        | Algeria     | 3'27"49 |      |
| 5         | Walid Katila           | Tunisia     | 3'30"72 |      |
| 6         | Omer Cantay            | Turchia     | 3'30"94 |      |
| 7         | Jordi Madera           | Spagna      | 3'36"94 |      |
| 8         | Abdessamad Dami        | Marocco     | 3'50"41 |      |
|           | Alain Fuss             | Francia     | dnf     |      |
|           | Mohamed Farhat Belkhir | Tunisia     | dnf     |      |